# R8 (België)
De Ring rond Kortrijk (R8) is een ringweg die een gedeeltelijke cirkel vormt rond Kortrijk. De E17-snelweg maakt in feite het zuidelijke deel van de ring af. De 17 km lange R8 is grotendeels een viervaks snelweg, maar is niet over zijn hele traject afgewerkt.  
Een stedenbouwkundig plan van 1953 riep voor een nieuwe snelweg rond Kortrijk die drie nieuwe industrieparken met elkaar zou verbinden. Een eerste zone langs het kanaal Kortrijk-Bossuit, een tweede ten noorden (Heule-Kuurne) en een derde ten westen (Gullegem-Moorsele).
De R8 omvat een groot deel van de stad Kortrijk en vormt de grens met de gemeentes Harelbeke, Kuurne en Wevelgem. De maximumsnelheid langs de weg is 90 km/u, met uitzondering van enkele stukken waar de snelheid beperkt is tot 70 km/u.
Momenteel lopen er studies voor de aansluitingen aan te passen met de E17 (Kortrijk Zuid en Kortrijk Oost). Binnen het stadscentrum van Kortrijk ligt nog een kleinere ringweg, de R36.

## Traject

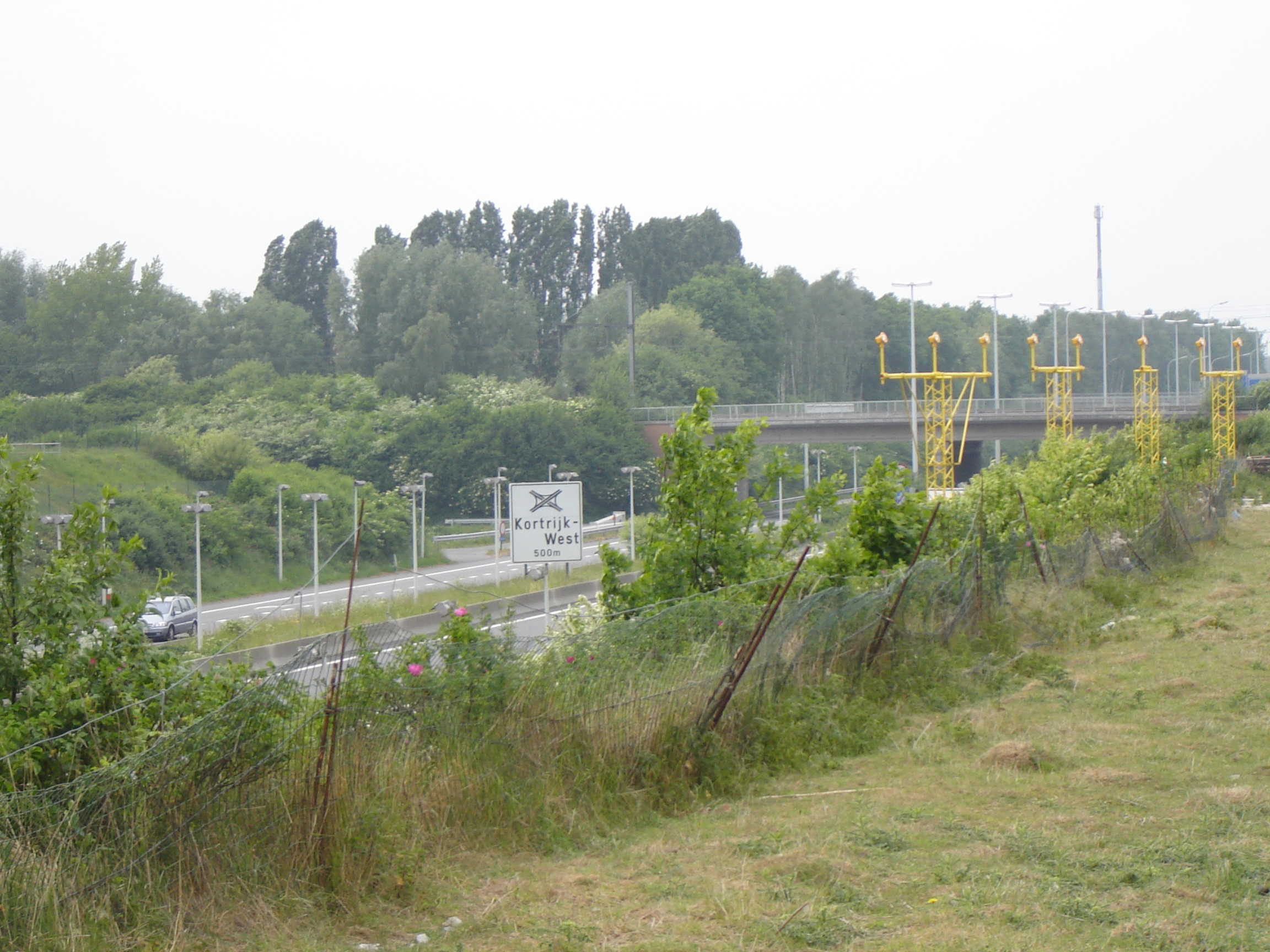
R8 ter hoogte van Bissegem, knooppunt Kortrijk-West en luchthaven Kortrijk-Wevelgem

In het zuidoosten begint de R8 aan afrit 3, Kortrijk-Oost, van de A14/E17. Op deze afrit sluit ook de N8 (Oudenaardsesteenweg) aan. Van die E17 is rijrichting Gent-Rijsel eenvoudig met de R8 verbonden, die is de rijrichting aan de kant van Kortrijk-centrum en de R8. Vanuit Gent kan men via de afrit makkelijk de R8 noordwaarts op, wie van de R8 komt kan automatisch doorrijden en via een oprit de snelweg richting Rijsel oprijden. De rijrichting Rijsel-Gent is echter minder goed met de R8 verbonden. Wie vanuit Rijsel komt op de E17 moet via de afrit eerst de nationale weg N8 op, en moet via deze weg de R8 bereiken. Ook voor wie van de R8 de E17 naar Gent op wil moet een minder evident traject volgen. Deze chauffeurs moeten immers aan het einde van de R8 een U-bocht maken, door de middenberm, waarna men ook op de N8 kan afrijden. Via deze gewone weg bereikt men dan weer de oprit naar de autosnelweg.
Het eerste stuk van de R8 is vervolgens als snelweg ingericht, met 2x2 vakken gescheiden door een normale middenberm met vangrails of betonblokken. De weg loopt zo verder over het kanaal Bossuit-Kortrijk, tot voorbij Stasegem. Ter hoogte van Harelbeke splitsen de twee rijrichtingen echter uiteen. Tussen beide rijrichtingen tonen verhogen of onafgewerkte stukken van bruggen in de middenberm hoe de weg normaal gezien als snelweg zou moeten verder lopen. De twee rijrichtingen lopen echter als gewone weg door, met snelheidsbeperkingen tot 90 km/u en verkeerslichten. Op deze manier loopt de weg ook over de Leie en voorbij Kuurne. Verschillende winkels, bedrijven en het winkelcentrum Ring Shopping Kortrijk Noord hebben langs dit stuk weg directe toegang tot de R8 en enkele kruispunten met zijwegen verbinden de weg met de rest van het industriegebied Heule-Kortrijk. De weg ligt op dit stuk op de gemeentegrenzen tussen Kortrijk en Harelbeke en Kuurne.
Op het noordelijkste punt wordt de weg opnieuw een afgewerkte autosnelweg, waarbij de rijrichtingen opnieuw naast elkaar liggen, en op- en afritten aanwezig zijn. De weg loopt zo voorbij Gullegem en Heule tot aan het knooppunt Kortrijk-West, waar de A19 uitmondt op de R8. Vanaf 2025 is dit knooppunt conflictvrij dankzij de voltooiing van de trompetaansluiting, waardoor het verkeer tussen de A19 en de R8 volledig verkeerslichtenvrij kan verlopen.
De snelweg gaat vervolgens verder langs Bissegem en het uiteinde van de landingsbaan van de Internationale luchthaven Kortrijk-Wevelgem, steekt weer de Leie over en passeert Marke. In het zuiden komt de weg weer in de buurt van de E17. Een eerste afrit van de R8 komt direct uit op de E17 richting Rijsel. Voor alle andere verbindingen met de E17, namelijk van de R8 naar de E17 richting Gent of van beide richtingen van de E17 naar de R8, moet men het Ei van Kortrijk oprijden. Dit speciale knooppunt is een grote ovaalvormige verkeerswisselaar, die met de E17, de R8 en enkele andere wegen verbonden is. De R8 loopt nog eventjes verder, onder het Ei van Kortrijk door, maar loopt vervolgens ten einde op de Doorniksesteenweg N50. De laatste kilometer van deze ring is zo niet gesloten, het verkeer kan afhankelijk van zijn bestemming ofwel door Kortrijk rijden, of kan de E17 oprijden die als het ware de cirkel dicht maakt.

## Ligging

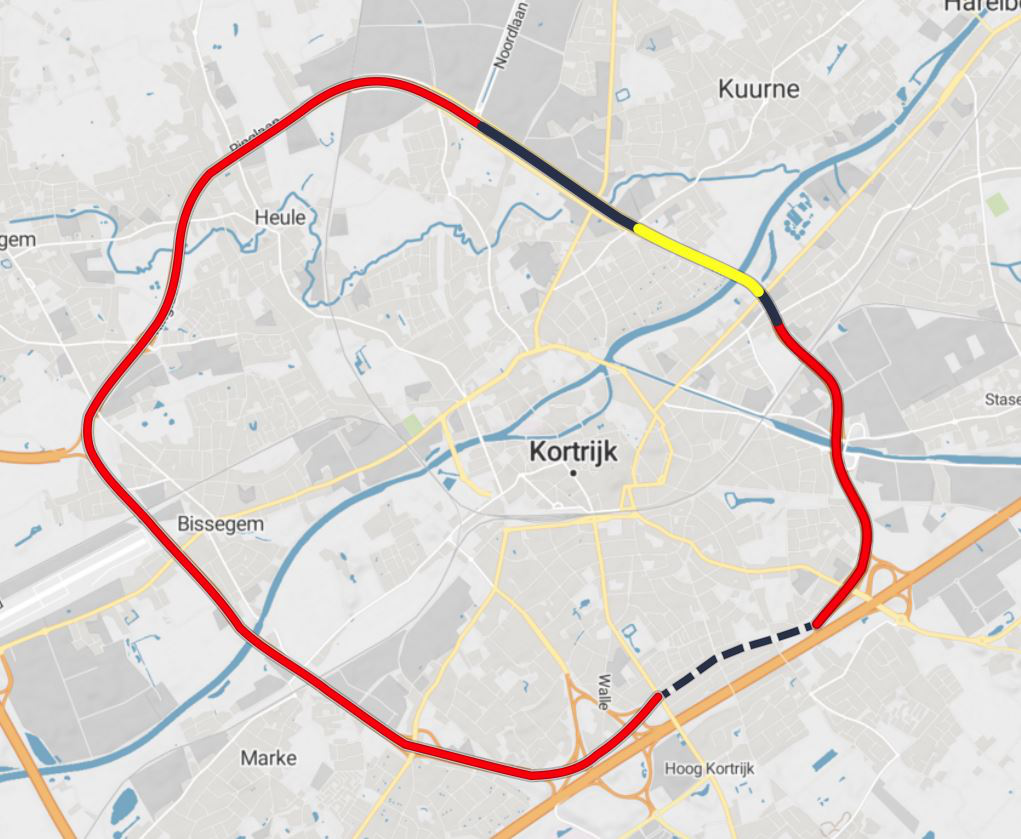

| Kaartlegende |                       |
|              | Gedeeltes autosnelweg |
|              | Gedeeltes autoweg     |

R-wegen:
R0 · R1 · R2 · R3 · R4 (R4a · R4z) · R5 (R5a) · R6 · R7 · R8 · R9 · R10 · R11 (R11a) · R12 · R13 · R14 · R15 · R16 · R18 · R20 (R20a · R20b) · R21 (R21a · R21b · R21c · R21d) · R22 (R22a · R22z) · R23 (R23z) · R24 · R25 · R26 · R27 (R27a) · R30 (R30a · R30b) · R31 · R32 · R33 · R34 · R35 · R36 (R36z) · R40 (R40a) · R41 · R42 · R43 · R50 · R51 · R52 · R53 · R54 · R55 · R61 (R61a) · R62 · R70 · R71 · R72 · R73
N-wegen die (gedeeltelijk) een ringweg omvatten:
N1 · N3 · N4 · N6 · N7 · N8 · N9 · N13 · N17 · N27 · N27a · N28 · N29 · N31 · N32 · N34 · N35 · N36 · N37 · N38 · N39 · N41 · N44 · N46 · N47 · N49 · N50 · N55 · N60 · N60d · N70 · N71 · N72 · N73 · N75 · N76 · N78 · N80 · N81 · N82 · N90 · N92 · N113 · N153 · N203 · N203a · N390 · N405 · N416 · N441 · N473 · N498 · N556 · N700 · N712 · N712b · N717 · N722 · N725 · N748 · N750 · N769 · N967